# فرودگاه بارا دو گارساس
فرودگاه بارا دو گارساس (به انگلیسی: Barra do Garças Airport) (به زبان بومی: Aeroporto de Barra do Garças) یک فرودگاه همگانی مسافربری با کد یاتا BPG است که یک باند فرود آسفالت دارد و طول باند آن ۱۵۹۸ متر است. این فرودگاه در کشور برزیل قرار دارد و در ارتفاع ۳۵۰ متری از سطح دریا واقع شده‌است.